# ジェシカ・バース
ジェシカ・バース（Jessica Barth、1978年7月13日 - ）は、アメリカ合衆国の女優、コメディエンヌ。

## プロフィール
ペンシルベニア州フィラデルフィア出身。テレビジョンや映画のほか、舞台でも活躍している。

## 出演作品
- NEXT -ネクスト-
- ゲット スマート
- テッド（タミ・リン）
- テッド2（タミ・リン）
- 悪霊館（2019）- ターニャ